# Heartbreak Express (sång)
Heartbreak Express är en sång skriven av Dolly Parton och framförd av henne som titelspår på albumet Heartbreak Express 1982, och den var också en tio-i-toppsingel på USA:s countrylistor.  Sången, som handlar om en kvinnan som tar farväl av ett dåligt förhållande och jämför det med att resa iväg, med ett tåg som kallas "Heartbreak Express", släpptes i maj 1982 som albumets andra singel, efter framgången med 'Single Women".
Med text på svenska av Charlotte Nilsson, som En enkel biljett, spelade Wizex in sången på albumet Mot nya mål 1998 .

## Listplaceringar
| Lista (1982)                              | Topplaceringar |
| ----------------------------------------- | -------------- |
| Amerikanska Billboard Hot Country Singles | 7              |
| Kanadensiska RPM Country Tracks           | 1              |